# Административно-территориальная реформа в Казахстане (1993)
Административно-территориальная реформа 1993 года в Казахстане —  первый крупный комплекс мер по изменению административно-территориального устройства Казахстана с момента обретения независимости 25 октября 1990 года.
Основой реформы стал Закон Республики Казахстан от 8 декабря 1993 года № 2572-XII «Об административно-территориальном устройстве Республики Казахстан».
Согласно закону, в стране произошли следующие изменения:
- Бывшие сельсоветы преобразованы в сельские округа (первоначально закон включал в себя и сельские районы, но они были объединены другим законом № 72-V от 21 января 2013 г.);
- Бывшие городской и поселковой советы стали соответственно городской и поселковой администрациями;
- Населенные пункты с численностью населения менее 50 человек исключены из списка населенных пунктов и объединены с соседними населенными пунктами;
- В состав городских поселений включались города и только населенные пункты, подчиненные городской администрации (ранее поселки городского типа); другие населенные пункты автоматически становились сельскими поселениями;
- Районы в городах образовываються только в том случае, если город имеет областное или республиканское подчинение и население более 400 тыс. человек;
- Президент страны может вносить изменения в образование или упразднение областей и районов, их наименования, определение областных или районных центров, установление статуса городов, а также положения об образовании;
- Изменение территории районов и городов республиканского подчинения может осуществляться Правительством страны;
- Изменение территории районов, городов областного или районного подчинения, их администраций, сельских округов, поселковых администраций, а также создание и ликвидация сельских поселений могут осуществляться областными исполнительными и представительными органами власти;
- Изменение территории поселений может осуществляться районными исполнительными и представительными органами власти;
- Изменения в городскую территорию могут вноситься исполнительными и представительными органами власти города.